# USS Sumner (DD-333)
USS Sumner (DD-333) là một tàu khu trục lớp Clemson được Hải quân Hoa Kỳ chế tạo vào cuối Chiến tranh Thế giới thứ nhất. Nó là chiếc tàu chiến đầu tiên của Hải quân Hoa Kỳ được đặt theo tên Đại úy Thủy quân Lục chiến Allen M. Sumner (1882-1919), người tử trận trong Chiến tranh Thế giới thứ nhất. Sumner ngừng hoạt động năm 1930 và bị tháo dỡ năm 1934 nhằm tuân thủ quy định hạn chế vũ trang của Hiệp ước Hải quân London.

## Thiết kế và chế tạo
Sumner được đặt lườn vào ngày 27 tháng 8 năm 1919 tại xưởng tàu Union Iron Works của hãng Bethlehem Shipbuilding Corporation ở San Francisco, California. Nó được hạ thủy vào ngày 27 tháng 11 năm 1920, được đỡ đầu bởi cô Margaret Sumner, và được đưa ra hoạt động vào ngày 27 tháng 5 năm 1921 dưới quyền chỉ huy của Hạm trưởng, Thiếu tá Hải quân Donald Bradford Beary.

## Lịch sử hoạt động
Sau khi nhập biên chế, Sumner được phân về Đội khu trục 49, Hải đội 13 thuộc Chi hạm đội 2, Hạm đội Thái Bình Dương. Quãng đời hoạt động kéo dài gần chín năm của nó diễn ra vào một giai đoạn tương đối êm ả. Các hoạt động thường lệ hàng năm bị ngắt quãng bởi những nhiệm vụ đặc biệt. Khi diễn ra cuộc cách mạng chống lại chính phủ Álvaro Obregón của Mexico vào năm 1924 lên đến cao điểm khiến tính mạng và tài sản của công dân Hoa Kỳ tại nước này bị đe dọa, tàu khu trục Richmond đã được phái đến Tampico vào ngày 17 tháng 1, Sumner và năm tàu khu trục khác đã gia nhập cùng tàu tuần dương Omaha lên đường đi Veracruz nhằm bảo vệ công dân Hoa Kỳ tại đây.
Sumner tiếp nối trở lại hoạt động thường lệ tại vùng bờ Tây vào đầu tháng 4 năm 1924. Vào ngày 1 tháng 7 năm 1925, nó tham gia cùng Hạm đội Chiến trận và một đội tàu tuần dương hạng nhẹ thuộc Lực lượng Tuần tiễu, khởi hành từ Trân Châu Cảng cho một chuyến viếng thăm thiện chí Australia và New Zealand. Lực lượng đã ghé qua Pago Pago, Samoa, rồi tiếp tục viếng thăm Melbourne và Sydney thuộc Australia; cùng Auckland, Lyttelton, Wellington và Dunedin thuộc New Zealand. Hạm đội quay trở về vùng bờ Tây vào ngày 26 tháng 9, và chiếc tàu khu trục quay lại nhiệm vụ huấn luyện và tuần tra.
Vào tháng 3 năm 1927, Sumner băng qua kênh đào Panama để tham gia các cuộc cơ động hạm đội tại Đại Tây Dương. Trong chuyến đi này nó đã đi lên phía Bắc đến tận Boston, Massachusetts, trước khi quay trở về khu vực Thái Bình Dương vào tháng 6 năm 1927. Sau một chuyến đi đến khu vực quần đảo Hawaii và hoạt động tại đây trong năm 1928, nó quay trở lại hoạt động thường lệ dọc theo vùng bờ Tây cho đến mùa Xuân năm 1930.
Vào ngày 29 tháng 3 năm 1930, Sumner được cho xuất biên chế tại San Diego, California, và tên nó được cho rút khỏi danh sách Đăng bạ Hải quân vào ngày 18 tháng 11. Cho đến năm 1934, nó tiếp tục phục vụ cùng hải quân, thoạt tiên như một tàu trại binh cho thủy thủ đoàn tàu ngầm nghỉ ngơi, và sau đó như một tàu thử nghiệm để trắc nghiệm sức chịu đựng cấu trúc. Cuối cùng vào ngày 12 tháng 6 năm 1934, lườn tàu bị bán để tháo dỡ nhằm tuân thủ quy định cắt giảm vũ khí của Hiệp ước Hải quân London.